# Cimetière communal de Pantin
Ne doit pas être confondu avec le cimetière parisien de Pantin.
Le cimetière communal de Pantin est un des deux cimetières de la ville de Pantin, avec le cimetière parisien de Pantin. Il est situé rue des Pommiers, près du fort de Romainville et est parfois appelé cimetière des Pommiers.

## Description
Outre l'ancienne nécropole qui se trouvait autour de l'église Saint-Germain de Pantin, il s'agit du plus ancien cimetière de la ville, et, créé en 1818 à la suite du décret impérial sur les sépultures de 1804, il en recueillit les restes funèbres.
Au contraire du cimetière parisien de Pantin et, avec quatre hectares, de superficie considérablement inférieure, il est exclusivement géré par la commune.
Le cimetière comporte un carré militaire et un monument aux Morts de la guerre de 1870.
En 2012, a été érigé un monument des Morts pour la France, qui recueille les restes des concessions non renouvelées de soldats tués au combat.

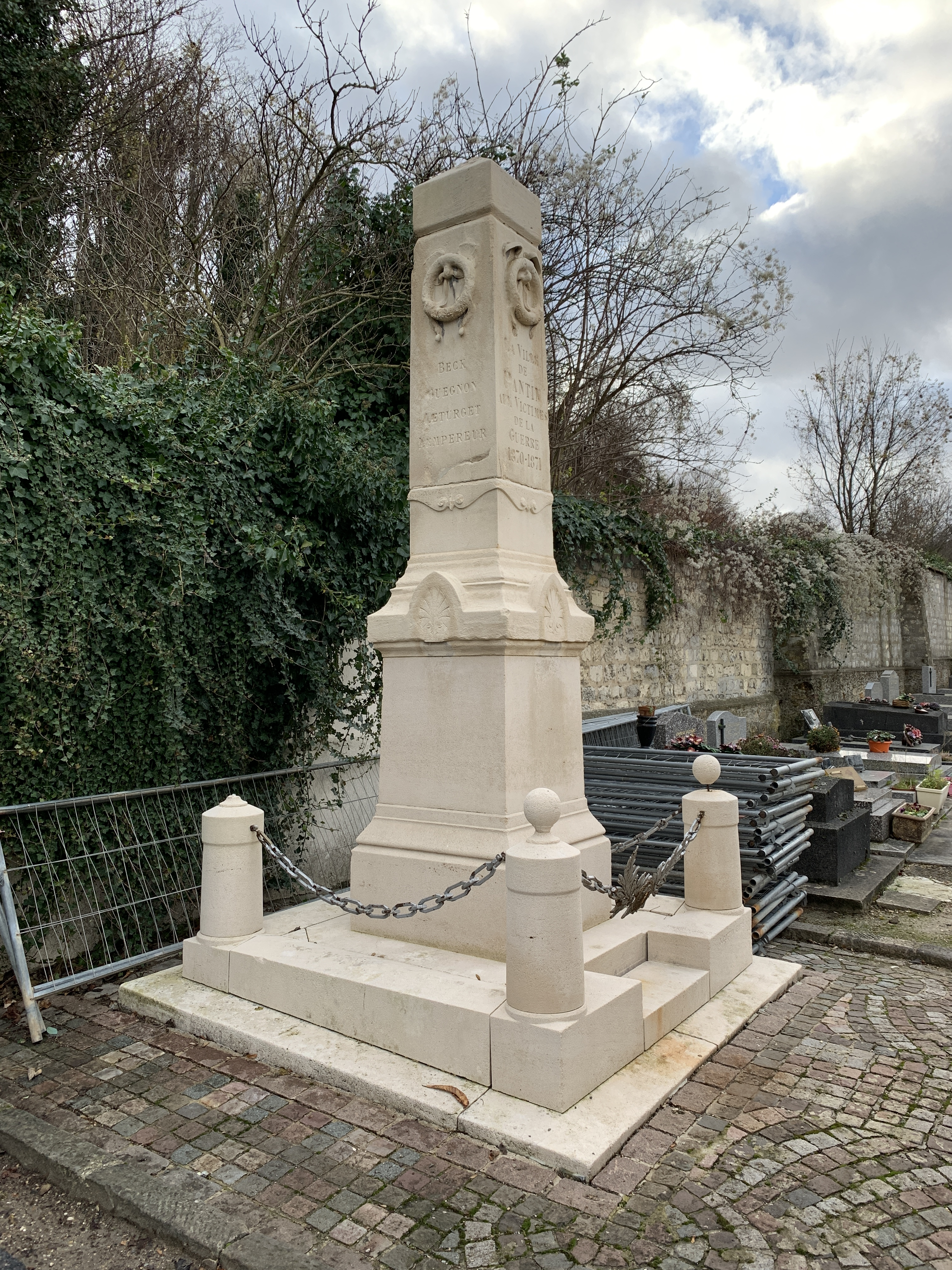
Monument aux morts de la Guerre de 1870.
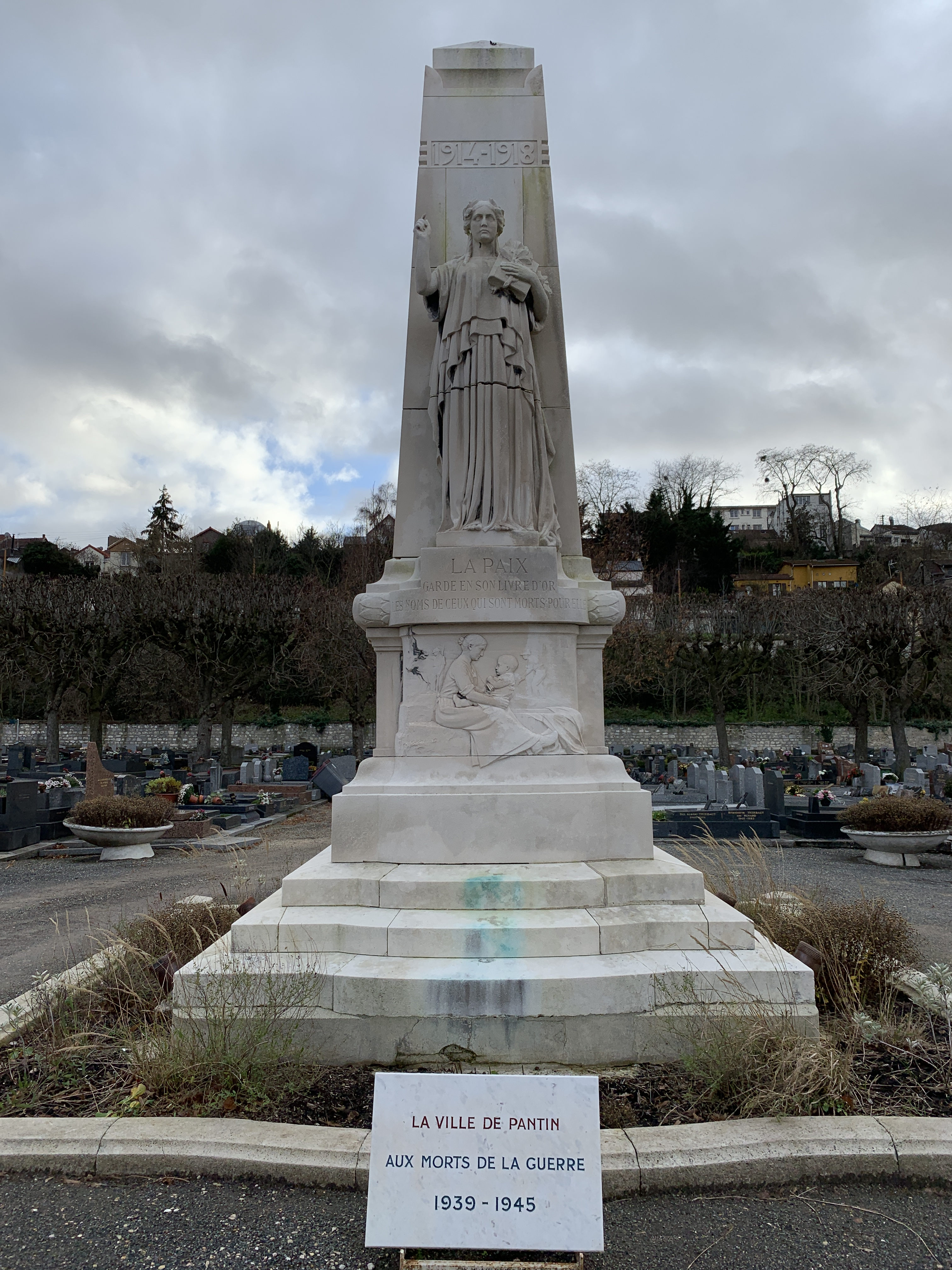
Monument aux morts.
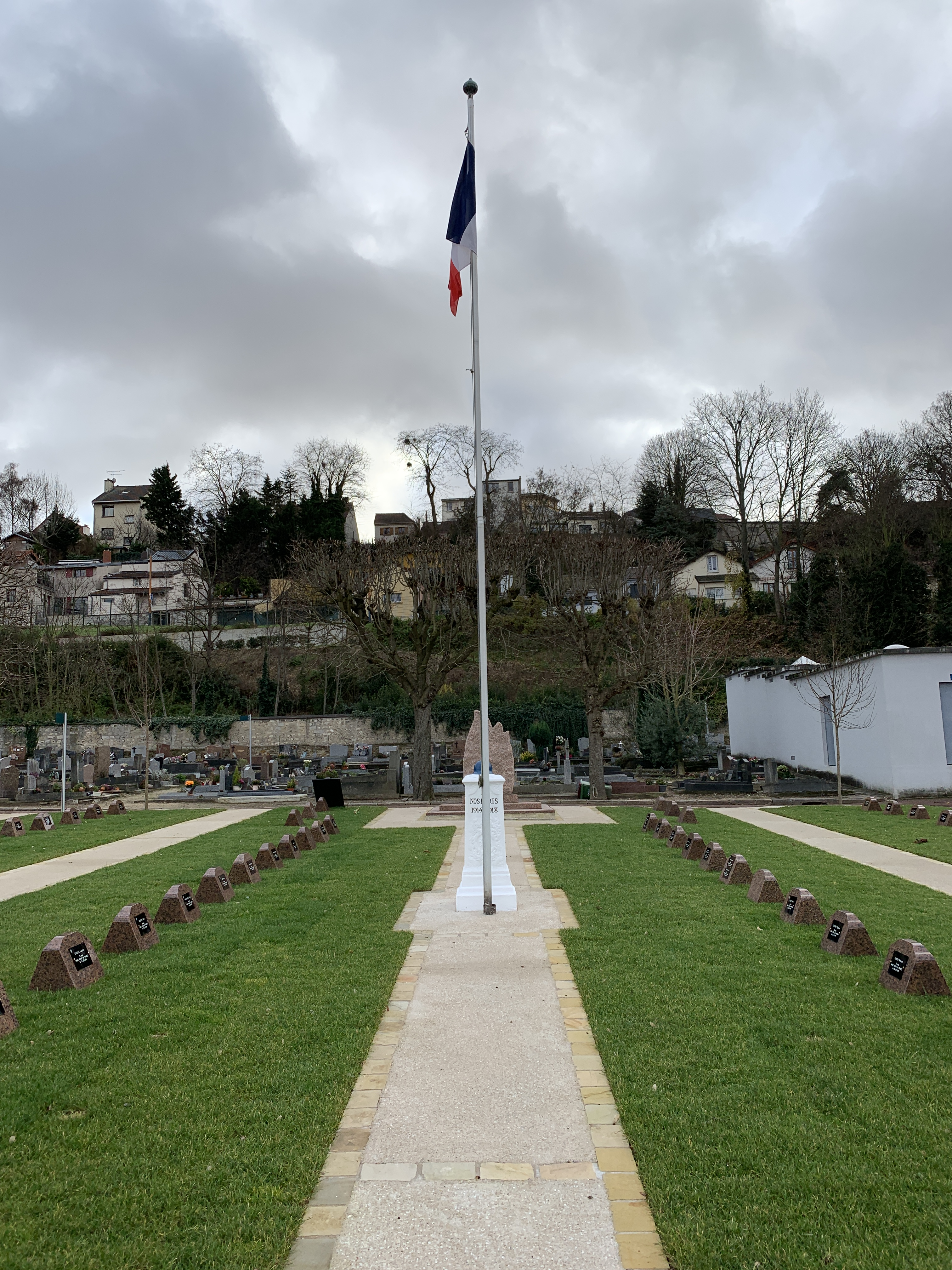
Le drapeau.
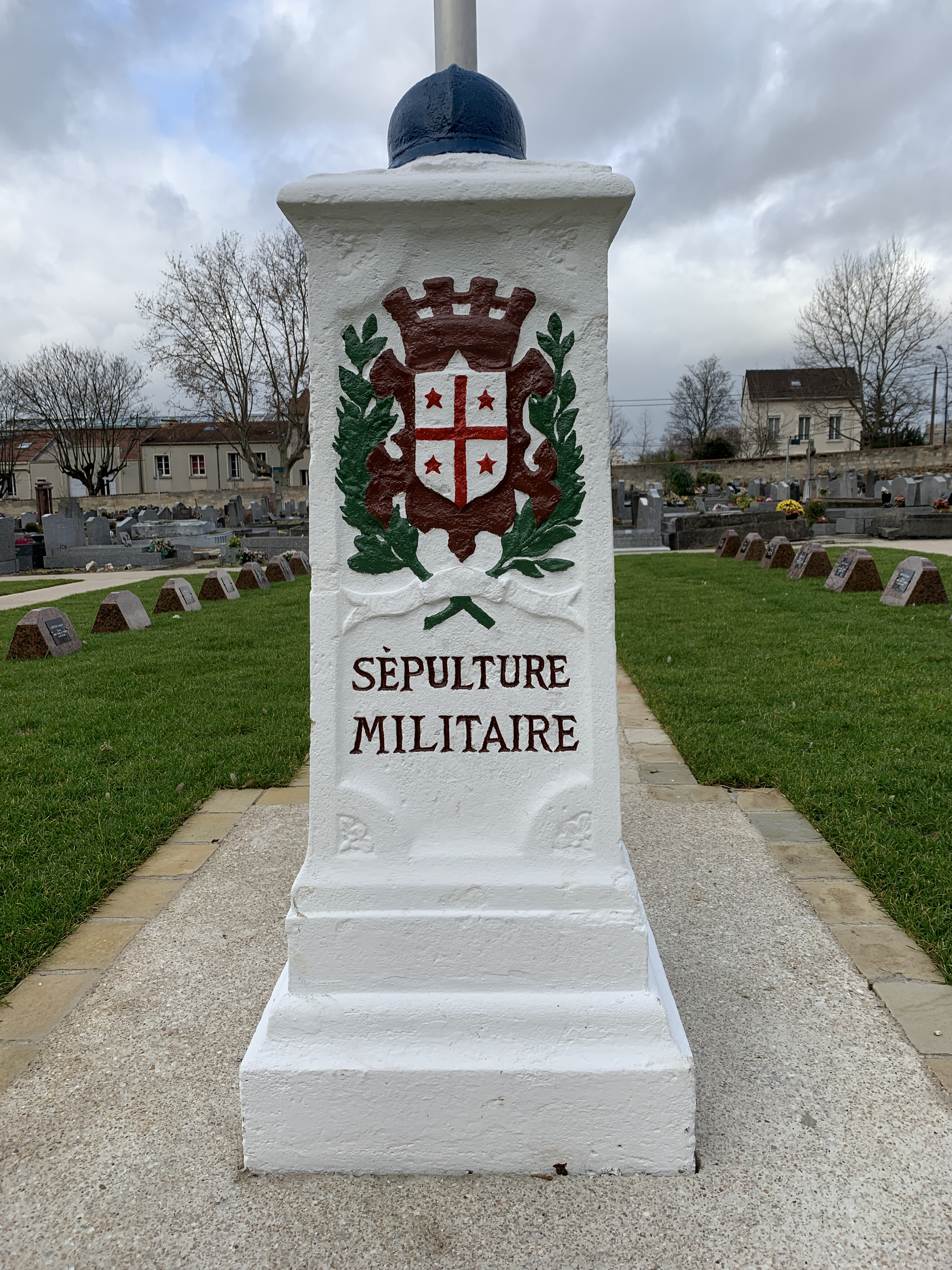
Carré militaire.
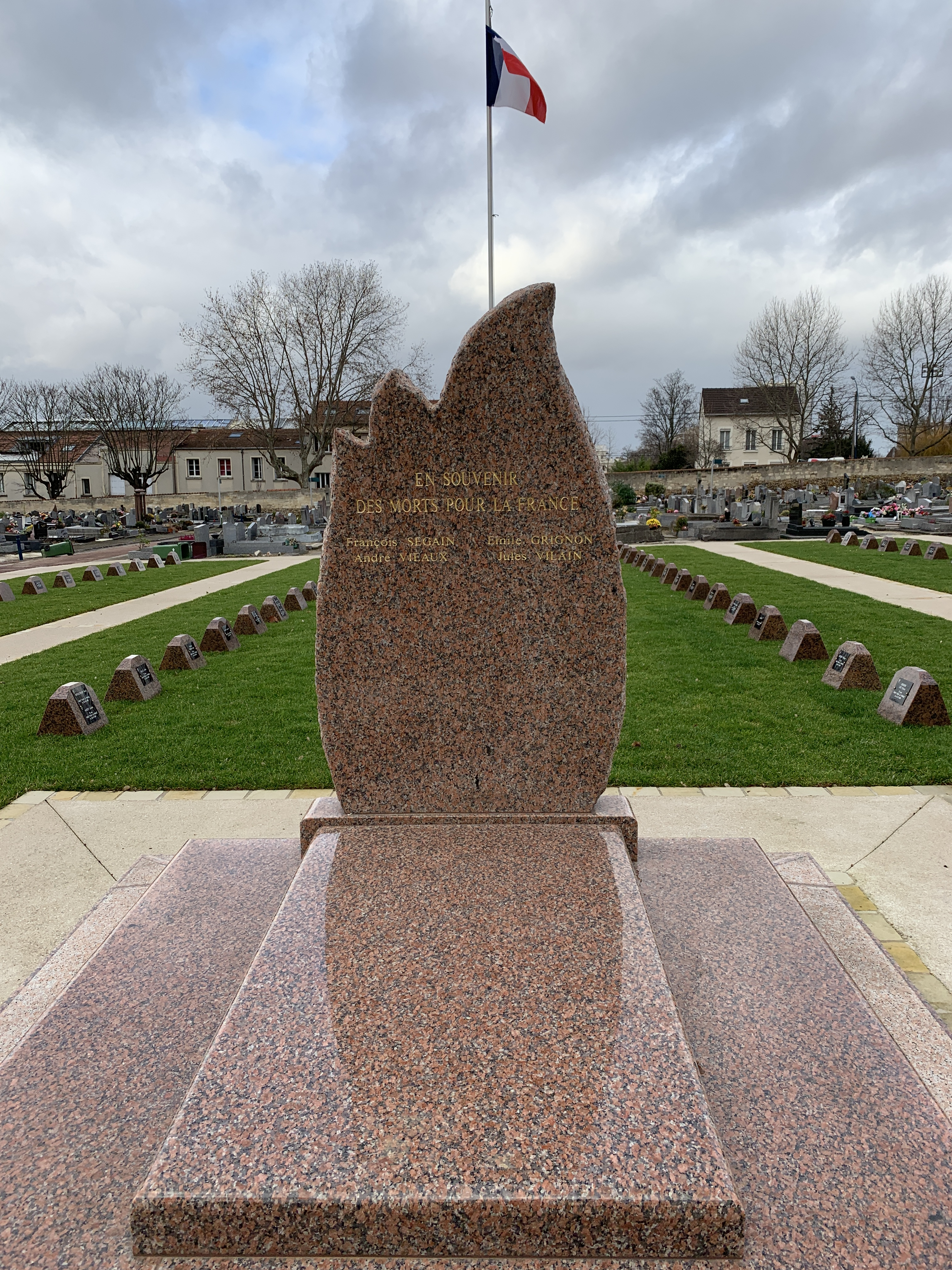
"En souvenir des Morts pour la France".

## Personnalités inhumées au cimetière parisien de Pantin

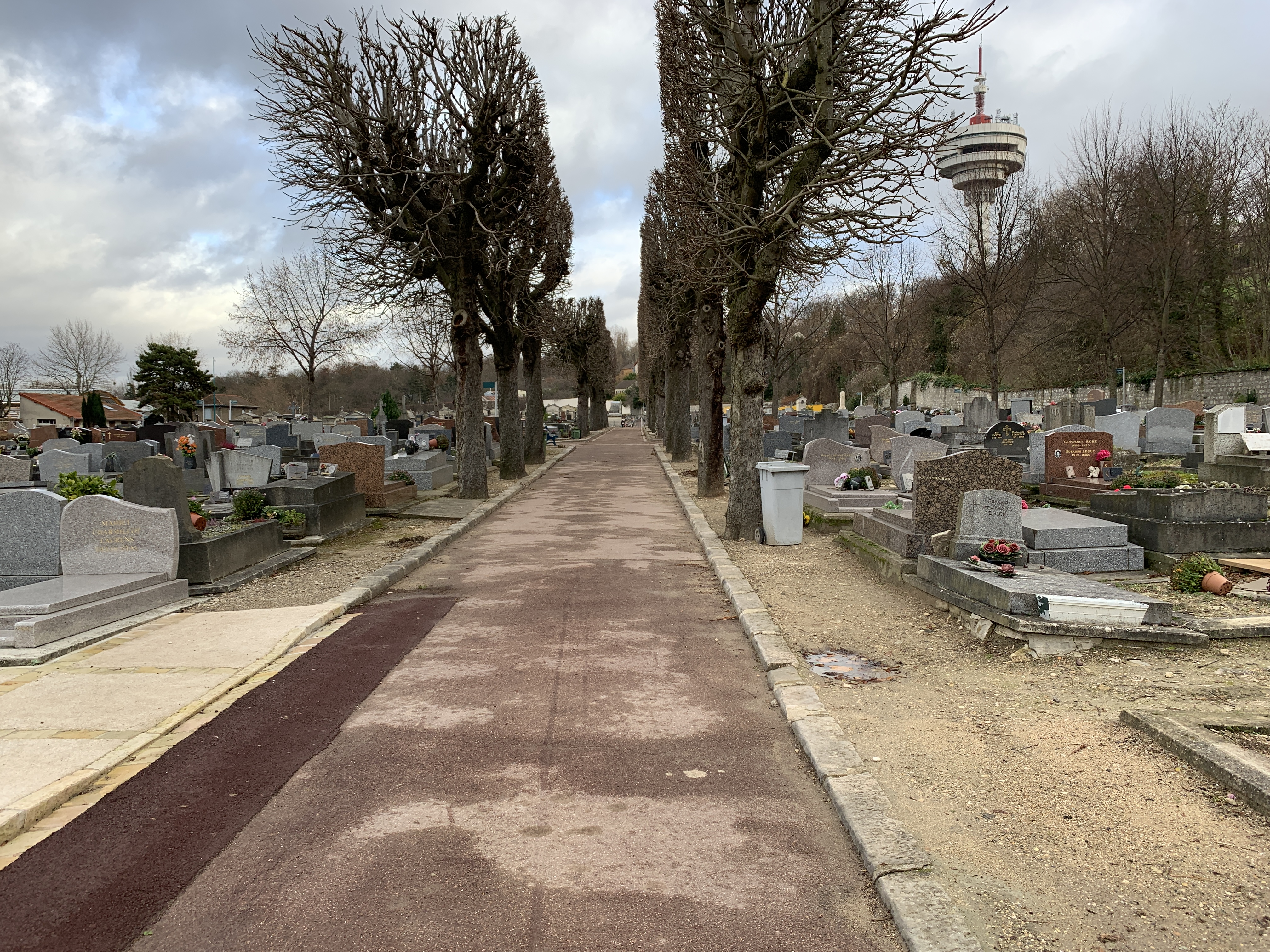
Au loin, la tour hertzienne TDF.

- André Lagache (1885-1938), pilote automobile français, premier vainqueur des 24 Heures du Mans en 1923
- Charles Auray (1879-1938), député et sénateur socialiste
- Jean Lolive (1910-1968), sénateur, député communiste, maire de Pantin
- Julien Mamet (1877-1932), aviateur
- Le boxeur Théo Medina (mort en 1983 à 64 ans)
- Le peintre Louis Péronne (1892-1963).